# فيمبولوينتر

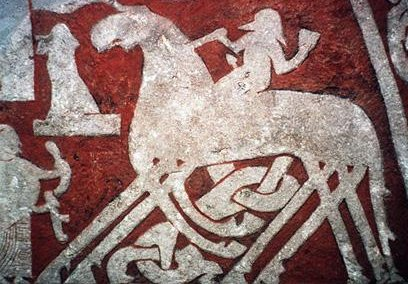

في الميثولوجيا الإسكندنافيّة، فِيْمْبُولْوِيْنْتَر هو المقدّمة لأحداث راغناروك. وهو يعني «الشتاء العظيم».

## مختصر
يُعَدُّ فيمبولوينتر الشتاءَ القارسَ الذي سيسبق أحداث نهاية العالم والذي سيضع حدًّا للحياة على الأرض. وهو شتاء من ثلاث سنوات مستمرّة لا تنقطع ليس بينها صيف، وعندما يبدأ الثَّلج بالتّساقطِ -ببداية هذا الشتاء- من جميع الجهات، ستكون هناك حروبٌ لا تعدّ ولا تُحصى.
في السويد والدنيمارك والنرويج وغيرها من البلدان النورديّة، ما زالت هذه الكلمة تُطلق على كل شتاءٍ شديد البرودة بشكل غير معتاد.

## تاريخ الكلمة
جاء مصطلح فيمبولوينتر من اللغة النورديّة القديمة، بمعنى «الشتاء العظيم الفظيع». السابقة «فيمبول» تعني «كبير أو عظيم»، واللاحقة «وينتر» تعني «شتاء»، فيكون المعنى الصحيح للكلمة «الشتاء العظيم».